# Mazerolles-le-Salin
Mazerolles-le-Salin är en kommun i departementet Doubs i regionen Bourgogne-Franche-Comté i östra Frankrike. Kommunen ligger i kantonen Audeux som tillhör arrondissementet Besançon. År 2022 hade Mazerolles-le-Salin 220 invånare.

## Befolkningsutveckling
Antalet invånare i kommunen Mazerolles-le-Salin
Referens:INSEE